# Duke Nukem: Land of the Babes
Duke Nukem: Land of The Babes es un videojuego de la serie Duke Nukem del año 2000. Este juego es una secuela directa del videojuego sacado el año 1998, Duke Nukem: Time to Kill.

## Argumento
Basado prácticamente en un futuro distópico, el juego comienza un día moderno en Los Ángeles, cuando de repente Duke es interrumpido en un club de estriptis por la teletransportación repentina de una mujer y de cerdos policías. Después de una dura batalla, Duke usa el objeto teletransportante para viajar a través del tiempo, donde le dará las gracias una mujer - miembro de la Unified Babe Resistance - quien le explica que en un futuro los alien habrán invadido la Tierra, matado a todos los hombres y esclavizado a todas las mujeres. La Unified Babe Resistance había evitado los aliens hasta entonces, y envían a Duke para combatirlos. El juego tiene una historia lineal, que se centra sobre todo en los movimientos tácticos, olvidando un poco la esencia de salto-y-disparo de los otros videojuegos de Duke Nukem. Además incluye un modo deathmatch en habitaciones para dos jugadores.
Los objetivos en los que está involucrado inicialmente Duke son:
- Intentar alcanzar la superficie.
- Derribar el barco del General Silverback.
- Parar el avance de los alien y matar a Silverback.
- Transportarte a una base alien y destruirla.
- Robar una nave espacial.
- Volar a una base galáctica.
- Misiones de rescate de la mujer.
- Confrontar al jefe de los aliens.
- Matar al jefe alien.
- Repoblar el planeta.

## Curiosidades
- Este juego se llamaba originalmente Duke Nukem: Planet of the Babes. En cualquier caso, en el año 2001 se estaba produciendo una nueva versión de la película El Planeta de los Simios. Los productores de la película creyeron que el nombre del juego era muy parecido a su producto, y trataron que GT Interactive y 3D Realms, cambiasen el nombre del juego.

## Secuelas y versiones
- Duke Nukem (GameBoy Color)
- Duke Nukem 3D (Game.Com)
- Duke Nukem 64 (Nintendo 64)
- Duke Nukem: Zero Hour (Nintendo 64)
- Duke Nukem: Time to Kill (PlayStation)
- Duke Nukem: Land of the Babes (PlayStation)
- Duke Nukem: Manhattan Project (PC)
- Duke Nukem Advance (GameBoy Advance)
- Duke Nukem Mobile (Tapwave Zodiac, Teléfonos móviles)
- Duke Nukem Forever